# Фрітьоф Шуон
Фрітьоф Шуон (нім. Frithjof Schuon, нар. 18 червня 1907, Базель, Швейцарія – 5 травня 1998, Блумінгтон, Індіана, США) - це швейцарський філософ, метафізик, художник і поет німецького походження, який працював переважно в галузі східної філософії.

## Біографія
Фрітьоф Шуон народився 18 червня 1907 року в Базелі, Швейцарія, у родині батька-німця та матері-ельзасці. У юному віці, після смерті батька, він переїхав з матір'ю та братом до Франції, де отримав французьке громадянство. Таким чином, він мав змогу говорити німецькою та французькою мовами в ранньому віці.
З раннього дитинства він шукав метафізичну істину світу. Це також привело його до читання індуїстських творів і праць французького філософа Рене Генона. Відслуживши 18 місяців в армії, він переїхав до Парижа, де почав вивчати арабську мову. У 1930-х роках відвідав кілька країн Північної Африки: Марокко, Алжир та Єгипет. У 1939 році він також відвідав Індію, але його візит був перерваний початком Першої світової війни. Він був змушений повернутися до Франції, оскільки його призвали до армії. Під час війни він потрапив у полон до німців, але йому вдалося втекти до Швейцарії, де він отримав притулок. Прожив у Швейцарії 40 років. У 1949 році одружився з однодумницею, швейцарською німкенею.
Після Другої світової війни прийняв запрошення відвідати США, де прожив кілька місяців серед індіанців. Вони з дружиною багато подорожували, а Фрітьоф писав свої твори. Здебільшого вони були релігійними, але він також став духовним наставником традиціоналістичної школи. Його також кілька разів відвідували видатні мислителі з Далекого Сходу. Він присвятив своє життя Діві Марії, темі багатьох своїх творів, бо був людиною, натхненною молитвою.
У 1980 році він емігрував до США, де листувався зі своїми послідовниками, учнями та читачами його творів.
Помер 5 травня 1998 року.

## Філософія
- Єдність релігій: близько 1920 року він став традиціоналістом, стверджуючи, що кожна релігія має езотеричний вимір, який є вирішальним і універсальним, на додаток до її буквального значення: він вірив, що Бог є центром всього і що всі шляхи ведуть до Бога.
- Фрітьоф зробив найбагатший внесок у східну філософію. У своїх працях він радикально критикує індивідуалізм, раціоналізм, емпіризм, скептицизм і натуралізм, ігноруючи метафізичні принципи, традиційні знання і зневажаючи поневолення людини власними почуттями. Фрітьоф вважав, що те, що він думає, є єдино правильним. Г'юстон Сміт пояснював його мислення вірою в те, що кожна людина є дивом, яке створює власну релігію, і що жоден мислитель, який живе сьогодні, не наважиться протистояти йому, тому що Фрітьоф Шуон ігнорував сенс, цінності та загальний контекст у своїх відповідях на питання.
- Метафізика: Фрітьоф черпав свій матеріал з індуїстських писань, стверджуючи, що існує універсальне дорбо і нескінченне, приховане від ока.
- Духовний шлях: люди повинні пізнати істину, а потім полюбити "красу" і природу. Він називав це "метафізичною прозорістю явищ". Ця теза також відповідала первісній мусульманській концепції Бога.
- Критика сучасності: Фрітьоф критикував сучасність за недостатнє усвідомлення існування відносного виміру, що він пояснював своєю вірою в реінкарнацію. Він також критикував Фройда, оскільки вважав його переконання занадто нетрадиційними.

## Науковий доробок
Його перша праця, «De l' Unite Transcendante des Religions» (1961), все ще залишається для багатьох однією з найбільш разючих робіт з порівняльних досліджень східної та західної релігії. Як випливає з назви, темою книги є єдність релігійної мудрості, причому єдність унікальна. Тут слід підкреслити, що єдність є трансцендентною, а це означає, що єдність проявляється в дусі. Суть цієї книги полягає в тому, що істина є одна і тільки одна, і кожна релігія вважає, що вона володіє єдино правильною істиною, тобто істина є одна і тільки одна, але є багато різних її відтінків. Всі відтінки різні, але водночас вони рівні, і ми не можемо вибрати єдино правильний.
Інша важлива праця, «Survey of Metaphysics and Esoterism» (1986), є збіркою есеїв, в яких розглядається проблема протиріччя між інтелектуальністю та віруваннями. У ній Шуон викладає основні принципи метафізики й космології, а потім обговорює традиційну ортодоксію. Наприкінці книги Фрітьоф також обговорює сферу душі, життєві випробування та щастя.
Інша важлива праця, «Understanding Islam» (1963), починається такими словами: «Іслам є зустріччю Бога як такого і людини як такої .... Іслам зустрічає те, що є незмінним у Бозі, з тим, що є постійним у людині». Ця праця є класичним твором ісламу сьогодні, і, можливо, одним з найбільш неправильно інтерпретованих. Метою книги є не опис ісламу, а пошук його глибокої релігійної основи. Шуон відкриває нові горизонти й розкриває езотеричний вимір, що лежить в основі мусульманської духовності. Характерною рисою авторського погляду є інтелектуальна універсальність, яка, досліджуючи певну релігійну структуру, з легкістю вказує на паралелі та концепції з інших традицій. На завершення можна навести цитату: «Те, чого ми потребуємо сьогодні, і за весь час, що минув від початку одкровення, - це ... перевідкриття істини, написаної вічним стилем, в суті людського духу».
«Études Traditionnelles» (1964) - це збірка есеїв, які досліджують духовну спадщину людини. В есеях критично розглядається історія та інтерпретується духовна спадщина людини на основі традиційного світогляду. Есеї мають неоднакову важливість у творі, оскільки деякі з них є надлишковими, тоді як в інших Шуон демонструє свою майстерність.
Наступні чотири есе є найважливішими:
- «Regards sur les mondes anciens» (1964) - укр. Світло стародавніх світів.
- «Chute et Déchéance» (1961) - укр. Падіння і розграбування.
- «Dialogues entre Hellénistes et Chrétiens» (1962) - укр. Діалог між елліністами й християнами.
- «Propos sur la naïve» (1964) - укр. Про наївних.

Наступна робота Шуона, «Spiritual Perspectives and Human Facts» (1969), розповідає про класичні духовні перспективи й людські факти філософії. Як провідний представник традиціоналістської школи порівняльного релігієзнавства, Шуон обговорює обмеженість сучасного суспільства та його мислення, роль символізму та естетики в мистецтві та природі, а також мотив любові та пізнання в конкретній релігії. Мотиви любові, знання і звичаю взаємопов'язані у «спіралі» життя.